# Assedio dell'ambasciata britannica a Kabul
L'assedio dell'ambasciata britannica a Kabul fu uno scontro militare combattuto nell'ambito della seconda guerra anglo-afghana. Il residente britannico a Kabul, sir Louis Cavagnari ed il suo entourage vennero massacrati dopo otto ore di assedio da parte di truppe afghane in ammutinamento, all'interno dell'ambasciata inglese a Kabul. Questo evento scatenò la ripresa delle ostilità e la seconda fase della guerra, durante la quale l'esercito anglo-indiano invase l'Afghanistan e prese il controllo della capitale locale.

## Preludio

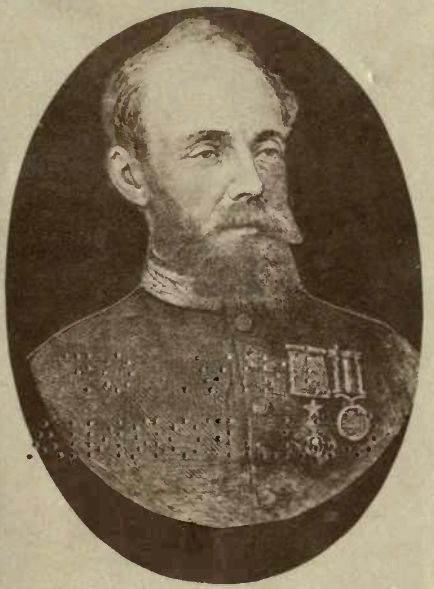
Sir Louis Cavagnari, il capo della delegazione britannica a Kabul

Durante la prima fase della seconda guerra anglo-afghana le truppe britanniche avevano invaso l'Afghanistan, costringendo l'emiro Sher Ali Khan alla fuga. Questi venne rimpiazzato da suo figlio, Mohammad Yaqub Khan, che immediatamente si accordò firmando per la pace. Ne risultò il trattato di Gandamak nel quale l'Afghanistan soddisfò la maggior parte delle richieste degli inglesi, inclusa la cessione di alcune province di confine e la supervisione del governo inglese nelle relazioni estere dell'Afghanistan.
L'ufficiale politico prescelto per questo compito fu sir Pierre Louis Napoleon Cavagnari, figlio di un aristocratico di origini italiane che aveva servito per diversi anni nell'amministrazione coloniale britannica, in particolare come commissario del distretto di Peshawar.

Malgrado la sua esperienza nella regione e le sue qualità di diplomatico, la nomina di Cavagnari venne malvista anche da alcuni inglesi che non tolleravano le sue maniere arroganti. Il generale Neville Chamberlain disse di lui che era:
Inoltre, come principale negoziatore dell'umiliante trattato di Gandamak, Cavagnari era odiato da gran parte della popolazione afghana. Malgrado ciò, venne prescelto dal governatore generale Lord Lytton, che si fidava particolarmente di lui.
L'ambasciatore giunse a Kabul il 24 luglio 1879, col suo assistente personale, un chirurgo, e una scorta di 75 soldati al seguito appartenenti al corpo dei Queen's Own Corps of Guides, guidati dal tenente Walter Hamilton, VC. La scorta (composta da 25 sowar delle Guides Cavalry e da 50 sepoy delle Guides Infantry) venne tenuta ridotta per evitare di provocare gli animi già accesi degli afghani.

## L'assedio

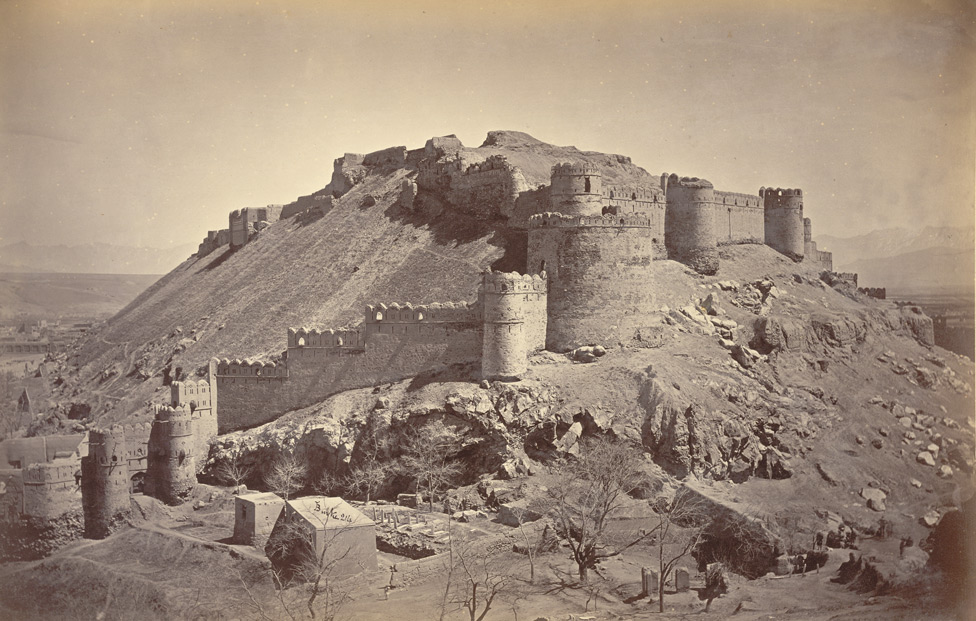
La fortezza di Bala Hissar in una fotografia del 1879

A Kabul la delegazione occupò una parte della fortezza di Bala Hissar, 230 metri quadrati degli appartamenti appartenenti all'emiro. In estate la situazione rimase calma, e i messaggi di Cavagnari a Simla rimasero strettamente confidenziali. In agosto, la situazione iniziò a deteriorarsi con l'arrivo di sei reggimenti afghani provenienti da Herat, che marciarono diretti verso la fortezza chiedendo due mesi arretrati di pagamento. Questi si misero a schernire i colleghi dei reggimenti di Kabul che erano stati battuti dagli inglesi. Cavagnari venne avvisato del possibile pericolo dello scoppio di ostilità, ma rispose: "Non ho mai avuto paura. Tenete alti i cuori, can che abbaia non morde!". L'ex ufficiale che lo avvisò gli rispose: "Ma questi cani mordono. Sahib, l'ambasciata è in grave pericolo!". Cavagnari rispose: "Possono uccidere appena tre o quattro dei nostri e gli altri vendicheranno il resto". Il 2 settembre telegrafò il suo ultimo messaggio a lord Lytton: "Tutto bene qui all'ambasciata di Kabul."
La mattina del 3 settembre, i reggimenti di Herat chiesero di essere ammessi nella fortezza e di essere pagati, ma questo gli venne negato con compensazione però di un mese di paga. Iniziò a circolare tra i militari la voce che il denaro delle loro paghe lo avessero gli inglesi nella fortezza ed alcuni ammutinati si rivolsero direttamente a Cavagnari, chiedendogli di pagare il loro salario. L'ambasciatore si rifiutò di pagare una spesa non sua né del governo inglese e li invitò a rivolgersi all'emiro. Ne nacque un schermaglia e partirono alcuni colpi da parte inglese. I soldati afghani risposero immediatamente con le loro armi, mentre Cavagnari inviò una richiesta di aiuto e di una soluzione all'emiro.
Nel giro di un'ora appena, 2000 afghani invasero la residenza dell'ambasciatore che non riuscì ad essere difesa. La fortezza era infatti circondata su tre lati da alti caseggiati che permisero alle truppe di Herat di giovarsi di posizioni sicure da cui poter aprire il fuoco contro i difensori. Cavagnari fu il primo a cadere nell'attacco, colpito alla testa da un colpo di moschetto, ma ancora in grado di andare con la baionetta a scacciare chi aveva invaso il suo appartamento, e poi ritirarsi e morire per le ferite riportate.
Il coordinamento della difesa venne assunto dal tenente Hamilton, che inviò un secondo messaggio all'emiro Yakub Khan. Questa volta l'emiro inviò suo figlio minore ed un mullah per cercare di pacificare gli ammutinati, ma questi vennero accolti da lanci di pietre e costretti a ritirarsi. A mezzogiorno, la residenza dell'ambasciatore venne incendiata mentre all'interno si trovavano ancora 30 soldati e tre ufficiali inglesi a combattere. L'emiro disse di non poter fare nulla per fronteggiare il problema.
Gli afghani riuscirono quindi ad introdurre nella fortezza due cannoni, iniziando a bombardarla. Hamilton guidò il resto dei suoi uomini alla carica e catturò uno di questi cannoni, ma venne respinto dal fuoco afghano che uccise il chirurgo, Kelly, e con lui sei sepoy. Hamilton disse ai suoi uomini di caricare nuovamente i cannoni, ma Jenkyns, l'assistente personale di Cavagnari, venne ucciso e i difensori non riuscirono a proseguire nell'operazione. Dal momento che il grosso della fortezza era bruciato e stava collassando al suolo, Hamilton e 20 dei sepoy sopravvissuti trovarono rifugio in una struttura in mattoni da dove progettarono una nuova carica ai cannoni afghani. Dopo un momento di esitazione, i soldati di Herat risposero alla carica. Hamilton si trovò allora di fronte il grosso degli afghani e, pur scaricando il suo revolver su di loro, venne sopraffatto e ucciso, permettendo però a cinque sopravvissuti di trovare rifugio.
Con la morte di tutti gli ufficiali inglesi, gli afghani offrirono ai pochi soldati mussulmani rimasti la possibilità di arrendersi, ma questi, al comando del jemadar Jewand Singh, si rifiutarono e al contrario caricarono nuovamente il nemico, finendo inevitabilmente uccisi. L'assedio durò in tutto otto ore, con soli tre sopravvissuti da parte degli inglesi.

## Conseguenze

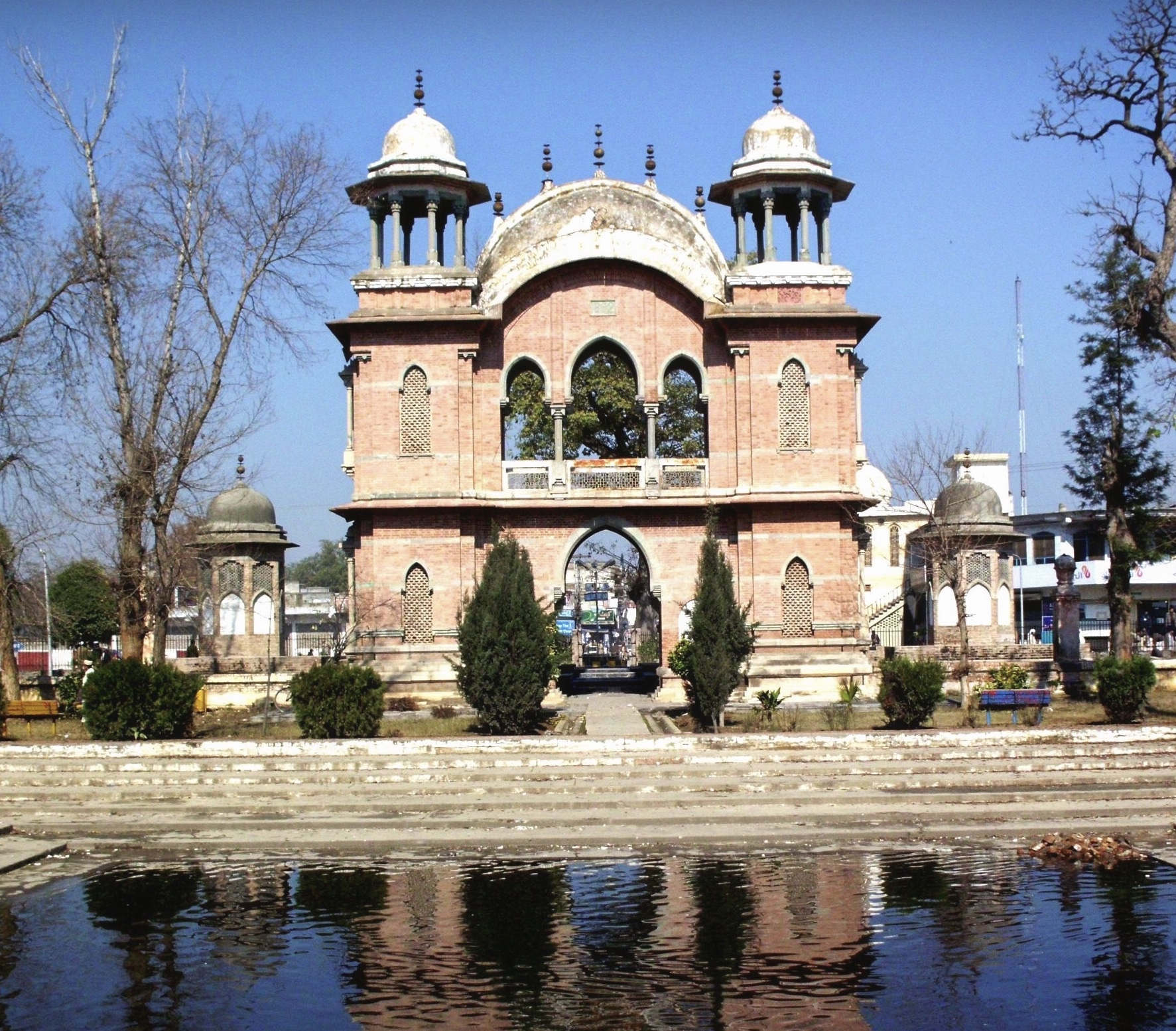
Il memoriale dei caduti di Kabul a Mardan, in Pakistan, costruito nel 1892.

Delle forze originali giunte al seguito degli inglesi, solo 7 soldati indiani riuscirono a salvarsi: 4 si trovavano fuori dalla fortezza al momento dell'attacco e tre erano stati inviati dall'emiro come messaggeri. Gli inglesi istituirono una commissione d'indagine per indagare quanto accaduto. A tutti gli uomini della scorta di Cavagnari venne concesso (anche postumo) l'Ordine al merito indiano (i soldati nativi all'epoca non potevano aspirare alla Victoria Cross), e la bandiera del Corps of Guides ottenne la scritta "Residency, Kabul".
La morte di Cavagnari e la distruzione della sede dell'ambasciata fu un punto fondamentale per la ripresa della seconda guerra anglo-afghana. La politica aggressiva di Lytton in Afghanistan, aveva fallito in maniera esplicita e spettacolare. Lo stesso Lytton dovette osservare che essa era "andata in frantumi", ma si adoperò affinché l'Afghanistan fosse per punizione diviso in tre stati differenti, incentrato l'uno attorno ad Herat, l'uno attorno a Kandahar e l'ultimo intorno a Kabul.
Una forza militare, nota col nome di Kabul Field Force, comandata da sir Frederick Roberts, venne rapidamente mobilitata per punire i responsabili della morte di Cavagnari. Stretto tra la minaccia inglese e la xenofobia della popolazione afghana, Yakub Khan si arrese a Roberts ed abdicò, dichiarando che avrebbe preferito fare il giardiniere piuttosto che il sovrano di quell'Afghanistan che egli non riconosceva più. Dopo uno scontro presso Charasiab, Roberts occupò Kabul il 12 ottobre. Organizzò un corte marziale speciale che processò e giustiziò 100 afghani per la partecipazione all'attacco all'ambasciata inglese e per resistenza all'avanzata inglese sulla capitale locale. Questa politica venne vista come controversa sia in Inghilterra che in India, dove i governi di Benjamin Disraeli e di Lytton rispettivamente caddero dopo le elezioni del 1880.

## Nella cultura popolare
L'assedio è raccontato nel romanzo di M.M. Kaye del 1978 dal titolo The Far Pavilions. Nel 1984 ne venne ricavata una miniserie TV col ruolo di Cavagnari affidato all'attore sir John Gielgud, quello di Hamilton affidato a Benedict Taylor, quello di Jenkins a Adam Bareham e quello di Kelly a Clive Francis.